# Jack Doohan
Jack Doohan, född 20 januari 2003, är en australisk racerförare som är testförare åt Alpine F1 Team i Formel 1. Han har även tävlat i Formel 2 säsongen 2023 med Invicta Virtuosi Racing, där han slutade på tredje plats. 2021 slutade han på andra plats i Formel 3. Han är även tidigare medlem av Red Bull Junior Team. Han är son till motorcykelföraren Mick Doohan, som är femfaldig världsmästare i 500cc.

## Karriär
Doohan började med karting 2012. Han fick sin första kart från tidigare grannen och sjufaldige Formel 1-världsmästaren Michael Schumacher. Han vann Australian Karting Championship 2015 och 2016. Doohan hade ytterligare framgångar nästa år, och slutade trea i CIK-FIA Karting European Championship och sexa i världsmästerskapet.

### Formel 4
Doohan gjorde debut i formelracing vid 15 års ålder i brittiska F4-mästerskapet med TRS Arden Junior Racing Team, tillsammans med kollegan Red Bull-junior Dennis Hauger. Han tog tre segrar under säsongen, varav den första på Thruxton. Han slutade på femte plats i förarmästerskapet, bara en poäng efter Hauger.

### Formel 3
2019 körde Doohan i asiatiska F3-mästerskapet med Hitech Grand Prix. Han vann fem lopp och slutade tvåa i mästerskapet.
Doohans huvudfokus 2019 var på Euroformula Open med Double R Racing. Han tog två pallplatser, en gång på Hockenheimring och på Red Bull Ring. Förutom det var hans säsong medelmåttig och Doohan slutade 11:a.
2020 tog Doohan vidare till FIA Formel 3-mästerskapen, körde för HWA Racelab, tillsammans med Jake Hughes och Enzo Fittipaldi. Doohans debutsäsong i F3 blev full av incidenter och olyckor, och han lyckades inte att ta några poäng. Han körde för Trident under eftersäsongens tester.
Inför säsongen 2021 gick Doohan till Trident och blev teamkamrat med Clément Novalak och David Schumacher. Han började sin säsong starkt med en andraplats i kvalet i Barcelona. Han tog sina första poäng med åttonde plats i det andra sprintloppet, och trots en långsam start i featureracet kunde Doohan ta andraplatsen och sin första pallplats. Trident vann konstruktörsmästerskapet med fyra poäng, och Doohan var även nära att vinna förarmästerskapet.

### Formel 2
Redan under säsongen 2021 gjorde Doohan debut i Formel 2 tillsammans med MP Motorsport, då han körde två sista omgångarna av mästerskapet, och ersatte Richard Verschoor. Han lyckades ta åtta poäng och sluta på 19:e plats.
Den 13 december 2021 tillkännagavs det att Doohan skulle köra för Virtuosi Racing tillsammans med Marino Sato säsongen 2022. Hans start på säsongen såg lovande ut, eftersom han tog pole position i säsongsinledningen i Bahrain, men saknade tempo i sprintloppet. Under huvudloppet fick han kontakt med Théo Pourchaire vid depåutfarten, varav hans framvinge gick sönder. I huvudloppet slutade han på tionde plats. Under säsongen fick Doohan lite mer lyckade resultat, och slutade sexa i förarmästerskapet 128 poäng, tre segrar, tre pole position, fyra snabbaste varv och sex pallplatser.
Säsongen 2022 kom han på tredje plats i förarmästerskapet, men lämnade Formel 2 i slutet av 2023 i ett försök att ansluta sig till Formel 1 för säsongen 2025.

### Formel 1
I september 2017 skrev Doohan på för Red Bull Junior Team. Han lämnade teamet efter säsongen 2021 och skrev på för Alpine Academy 2022. 2023 tillkännagavs Doohan som reservförare för Alpine.
I augusti 2024 meddelade Alpine att Doohan skulle köra tillsammans med Pierre Gasly säsongen 2025. Han är den första föraren från Alpine Academy som har blivit befordrad till Formel 1-teamet. Inför Abu Dhabis Grand Prix 2024 meddelades det att Doohan kommer att ersätta Esteban Ocon under loppet.
Inför Emilia-Romagnas Grand Prix 2025 meddelades det att Doohan kommer ersättas av Franco Colapinto i åtminstone fem lopp.

## Formel 1-karriär
| Säsong            | Stall/Tillverkare | Placering         | Lopp | Poäng | Etta | Tvåa | Trea | Pole | Varv |
| ----------------- | ----------------- | ----------------- | ---- | ----- | ---- | ---- | ---- | ---- | ---- |
| 2024              | Alpine-Renault    | 24                | 1    | 0     | 0    | 0    | 0    | 0    | 0    |
| 2025              | Alpine-Renault    | 20                | 6    | 0     | 0    | 0    | 0    | 0    | 0    |
| Sammanlagt (2025) | Sammanlagt (2025) | Sammanlagt (2025) | 7    | 0     | 0    | 0    | 0    | 0    | 0    |